# ミューパラ アグレッシブ
『ミューパラ アグレッシブ』は、ABCラジオ（朝日放送）で2009年7月10日から2012年6月29日まで、毎週金曜日の夜間に放送されていた音楽番組。

## 番組概要
『ABCヤングリクエスト（ヤンリク）』や『ABCミュージックパラダイス（ミューパラ）』の流れを汲むABCラジオの中高生向け音楽番組。『ミューパラ』金曜日に続いて、23時台の前半に自社制作の「関ジャニの男前を目指せ!」を内包していた。
番組タイトルから『ミューパラ』の後継番組と位置付けられていたが、帯番組であった『ヤンリク』『ミューパラ』と違って金曜日のみの放送。各種音楽チャートに番組へのリクエスト件数を加味した「ミューパラウィークリーチャート」を集計したり、電子メールやハガキでの応募を前提に上位3曲をリスナーに予想させる「ベスト3予想」を毎回実施したりするなど、『ミューパラ』時代の企画の一部を継承していた。また、12月下旬の放送では、『ミューパラ』時代に引き続いて「ミューパラ年間チャート」を発表していた。
初代パーソナリティは、『ABCミュージックパラダイス』の最終パーソナリティでもあった北村真平と神谷ゆう子が担当。朝日放送の若手男性アナウンサーと、関西を拠点とするローカル女性タレントの組み合わせという『ABCミュージックパラダイス』の流れが引き継がれた。北村・神谷が担当していた時代は、『ABCミュージックパラダイス』時代の番組テーマ曲『Wish Me Luck』（オフラ・ハザ）も引き継がれていた。
2010年4月期の改編からは、21時台に『上田剛彦のミュージック・バイキング』が編成された関係で、放送枠を22:00 - 23:57に縮小。パーソナリティを小籔千豊・セシリアに交代したうえで、小籔が持ち前の毒舌で世間にもの申すソロコーナー「コヤブアグレッシブ」を新設するなど、番組内容も大幅に変更された。
セシリアは、シンガーソングライター・河口恭吾との結婚を機に、2011年6月24日の放送で当番組を卒業。同年7月1日からは、朝日放送のアナウンサー・堀友理子が、セシリアの後任で当番組に出演した。堀にとっては、ラジオ番組でレギュラーパーソナリティを務めるのも、音楽番組を担当するのも当番組が初めてであった。
ちなみに、小籔は2011年9月30日の放送で卒業。同年10月7日からは、バーバラよねと堀のコンビで放送している。バーバラはディレクターを兼務。オープニングでは、「音楽は、好きですか?」というバーバラの叫びに続いて、ラジオ番組での担当経験が浅い堀が「○○（堀自身が興味を持っていること）は、好きですか?」と大声でリスナーに問い掛けてからタイトルコールに入っていた。
2012年6月29日の放送で終了。『ABCミュージックパラダイス』の放送開始から20年8ヶ月にわたって続けられた『ミューパラ』レーベルの音楽番組も、同日の放送で一旦幕を閉じた。なお最終回では、堀が2012年夏で朝日放送を退社することや、当該回の放送が同局のアナウンサーとして最後の番組出演になることを発表した。

### 放送終了後
ABCラジオでは、2009年7月6日（月曜日）から2014年3月28日（木曜日）まで、『ミューパラ』の月 - 木曜枠であった時間帯に東京発の番組を同時ネット。自社制作から撤退。金曜日では、当番組の終了を機に、自社制作枠を22:00 - 24:00に縮小。後継番組として2012年7月6日から『ガチ・キン』を編成するとともに、「関ジャニの男前を目指せ!」を内包している。その一方で、金曜日の24時台もネット番組の同時ネット枠に充てている。
2014年4月編成から方針を一変。『ガチ・キン』の放送を継続するとともに、月 - 木曜日の22:00 - 25:00で自社制作による生放送の帯番組『よなよな…』の放送を始めることになった。ちなみに、当番組の初代パーソナリティであった北村は、『よなよな…』の水曜日にアシスタントして出演。
そして、2021年10月改編をもって、『ABCミュージックパラダイス』というタイトルで、平日の22:00-24:30の放送枠で「再始動」される。

## 出演者
◎:出演時点で朝日放送のアナウンサー
| 期間    | 期間    | 出演         | 出演       |
| ------- | ------- | ------------ | ---------- |
| 2009.07 | 2010.04 | 北村真平◎    | 神谷ゆう子 |
| 2010.04 | 2011.06 | 小籔千豊     | セシリア   |
| 2011.07 | 2011.09 | 小籔千豊     | 堀友理子◎  |
| 2011.10 | 2012.06 | バーバラよね | 堀友理子◎  |

## 放送時間
| 期間    | 期間    | 放送時間（日本時間）          |
| ------- | ------- | ----------------------------- |
| 2009.07 | 2009.09 | 金曜日 21:12 - 23:57（165分） |
| 2009.10 | 2010.03 | 金曜日 21:15 - 23:57（162分） |
| 2010.04 | 2012.06 | 金曜日 22:00 - 23:57（117分） |